# Louie (serie televisiva)
Louie è una serie televisiva statunitense trasmessa dal 2010 al 2015 dal canale FX. La serie televisiva è scritta, diretta, interpretata, montata e prodotta dal suo stesso ideatore, il comico stand-up Louis C.K., che recita una versione fittizia di se stesso: un comico e padre divorziato che cresce le sue due figlie nella città di New York. La serie ha un formato piuttosto libero ed atipico, caratterizzato da storyline per lo più sconnesse e da segmenti (descritti come «sketch estesi») che ruotano attorno alla vita di Louie, intervallate da performance stand-up dal vivo.
Le prime tre stagioni di Louie sono andate in onda rispettivamente nel 2010, nel 2011 e nel 2012, mentre la trasmissione della quarta stagione inizia il 5 maggio 2014. In Italia viene trasmessa dal 29 aprile 2014 su Fox per le prime tre stagioni. La quarta viene invece trasmessa da Fox Comedy dal 6 novembre 2014.
La serie è stata accolta positivamente dalla critica ed è stata inclusa in varie top ten dei migliori spettacoli televisivi del 2010. Tra il 2011 e il 2015 la serie ha ricevuto tre candidature ai premi Emmy come miglior serie televisiva commedia, e ha valso a C.K. un totale di 5 candidature agli Emmy e 2 ai Golden Globe come miglior attore in una serie commedia, 5 candidature agli Emmy come miglior sceneggiatore di una serie commedia (di cui due vinte, per gli episodi Pregnant e So Did the Fat Lady) e 4 candidature agli Emmy come miglior regista di una serie commedia.
Nonostante i piani per una sesta stagione, il 12 novembre 2017, FX ha cancellato la serie dopo 5 stagioni, in seguito alle accuse di molestie sessuali che vedono coinvolto Louis C.K.

## Struttura e tematiche

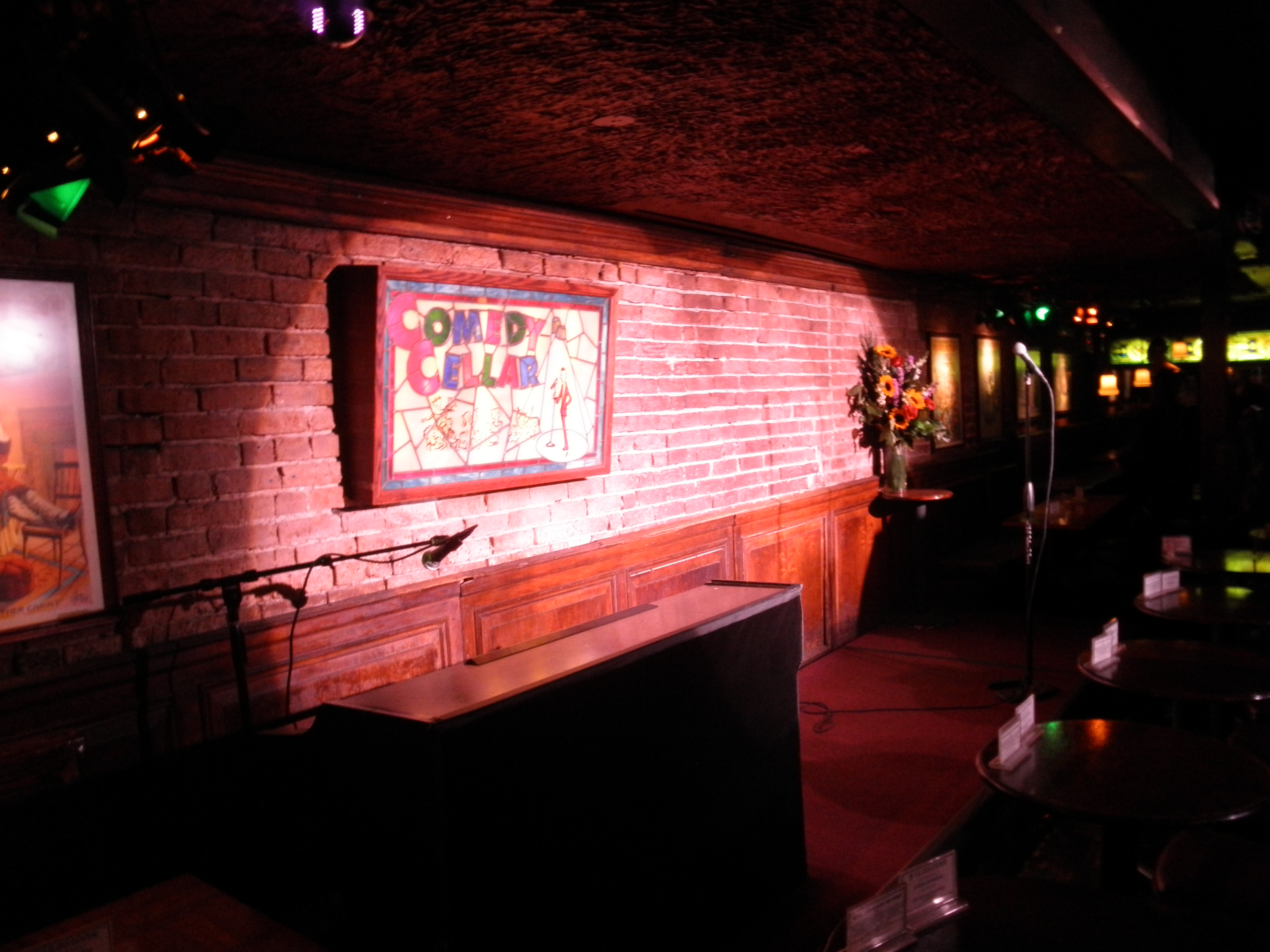
Il Comedy Cellar, dove si svolgono le esibizioni di Louie

La serie è liberamente ispirata alla vita di Louis C.K., e lo mostra sul palco come un comico e giù dal palco come un padre di due bambine appena divorziato. Ogni episodio è costituito da due storie che possono essere collegate tematicamente o meno, oppure da un'unica storia che dura per tutto l'episodio, spesso composta da diverse scene connesse tra loro. Le scene sono intervallate da performance comiche originali di C.K., che solitamente hanno luogo in piccoli locali di cabaret di New York, tra cui Comedy Cellar e Carolines a Manhattan. Nella prima stagione vengono mostrate occasionalmente brevi conversazioni tra Louie e il suo terapeuta.
Le storie mostrate nella serie sono generalmente distinte le une dalle altre, anche se saltuariamente alcuni personaggi ricorrenti (come Pamela, amica di Louie) creano una fittizia continuity tra gli episodi. In varie occasioni, infatti, la continuità non è tenuta in considerazione. Ad esempio, in due differenti episodi vengono mostrate due attrici e due personaggi molto diversi per interpretare il ruolo della madre di Louie. Come spiegato da C.K., «ogni episodio ha il proprio scopo, e semplicemente non importa se va a scombinare lo scopo di un altro episodio». Alcune storie, inoltre, si svolgono al di fuori della normale linea temporale della serie, come nell'episodio God in cui Louie viene mostrato durante la sua infanzia, oppure in Oh Louie, che si svolge nove anni prima che iniziasse la sua carriera di comico.
L'episodio pilota include sequenze di una gita scolastica e di un imbarazzante primo appuntamento, mentre gli episodi successivi affrontano una grande varietà di temi, tra cui il divorzio, il sesso, la depressione, l'orientamento sessuale e il senso di colpa cattolico.

## Episodi
| Stagione         | Episodi | Prima TV USA | Prima TV Italia |
| ---------------- | ------- | ------------ | --------------- |
| Prima stagione   | 13      | 2010         | 2014            |
| Seconda stagione | 13      | 2011         | 2014            |
| Terza stagione   | 13      | 2012         | 2014            |
| Quarta stagione  | 14      | 2014         | 2014            |
| Quinta stagione  | 8       | 2015         | 2015            |

## Cast

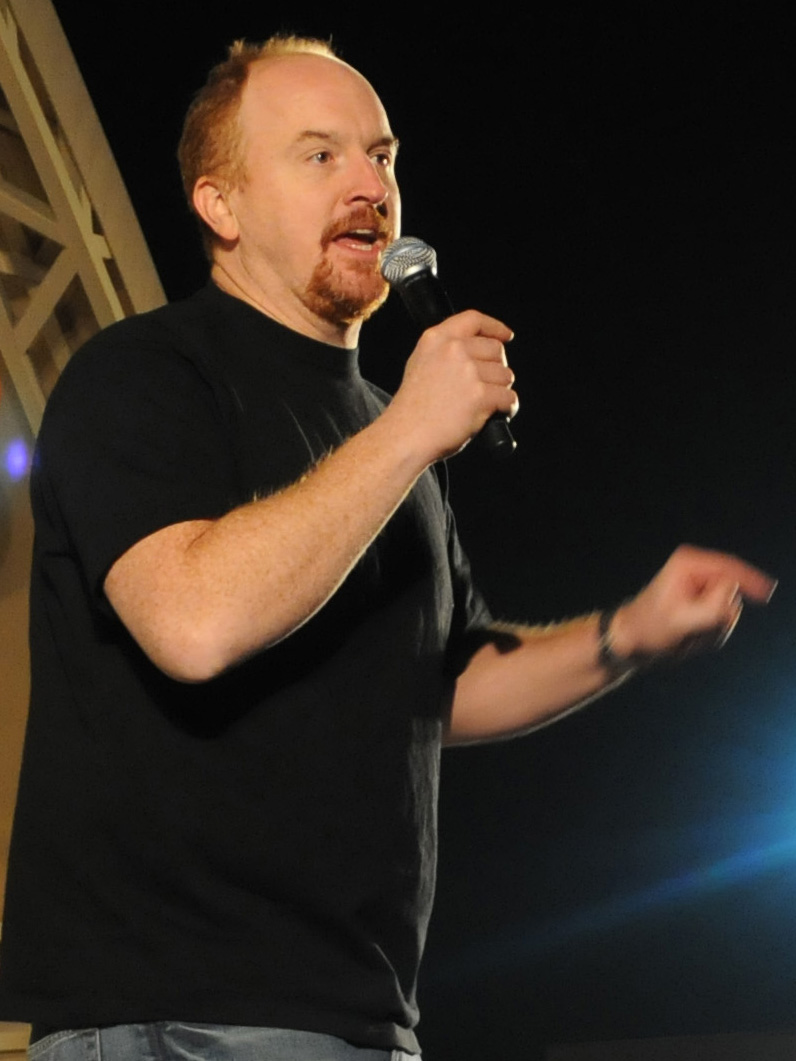
Louis C.K., ideatore e protagonista della serie televisiva

Louis C.K. è il protagonista della serie, nonché l'unico personaggio (l'eponimo Louie) ad apparire in tutti gli episodi. Louie manca di un cast regolare e fisso, ma comprende l'apparizione di diversi comici e attori come guest star. Alcuni noti comici stand-up interpretano una versione fittizia di sé stessi; tra questi vi sono Nick DiPaolo, Todd Barry, Jim Norton, Rick Crom, Amir Blumenfeld, Sarah Silverman, Marc Maron, Eddie Brill, Hannibal Buress, Godfrey e Chris Rock. Altre guest star interpretano invece dei personaggi di fantasia; tra questi compaiono Chelsea Peretti, Tom Noonan, Bobby Cannavale e Yul Vazquez.
Nonostante il basso budget della serie, in Louie sono comparsi frequentemente personaggi molto famosi come guest star, tra cui Robin Williams, Ricky Gervais, F. Murray Abraham, Stephen Root, Matthew Broderick, Joan Rivers, Bob Saget, Dane Cook e Doug Stanhope.
La maggior parte degli episodi si concentra sulle interazioni di Louie con i nuovi personaggi. Tra i personaggi ricorrenti vi sono le due figlie di Louie, il fratello Robbie (interpretato da Robert Kelly), l'amica Pamela (interpretata da Pamela Adlon), il rozzo medico di Louie (Ricky Gervais) ed il suo terapeuta (David Patrick Kelly). Inoltre Louie manca di una rigorosa continuity tra gli episodi e diversi attori riappaiono occasionalmente in ruoli differenti, ad esempio Amy Landecker è apparsa nel ruolo di una donna con cui Louie ha un appuntamento in Bully e come madre di un giovane Louie in God.

## Produzione
C.K. ha accettato l'offerta di 200.000 dollari, comprensiva delle spese di produzione e del proprio salario, per realizzare un episodio pilota per FX, con la condizione di avere piena libertà ideativa ed esecutiva sulla serie. Le riprese sono state effettuate con una cinepresa Red One, e C.K. ha montato molti degli episodi sul suo MacBook Pro da 13 pollici. Oltre ad essere l'attore protagonista, Louie è l'unico sceneggiatore e regista della serie, caratteristica insolita per la produzione televisiva.
Louis C.K. ha selezionato il cast, diretto e montato il primo episodio con un budget di 250.000 dollari, forniti da FX. La produzione è iniziata nel novembre del 2009, e le riprese sono state girate nella città di New York. Dave Becky è tra i produttori esecutivi della serie, mentre l'attrice Pamela Adlon, che ha una parte ricorrente in Louie, è produttore consulente.

## Accoglienza

### Critica
L'accoglienza da parte della critica è stata generalmente positiva, con la prima stagione valutata 70/100 da Metacritic, sulla base di 20 recensioni. I segmenti di comicità stand-up hanno ricevuto un forte apprezzamento, così come lo stile "indie", e alcuni critici hanno paragonato la serie alle opere di Woody Allen. Le critiche alla serie sono in gran parte incentrate sul ritmo e sulla dizione delle battute, spesso incluse in lunghe serie, paragonate alla raffica di battute di una sitcom tradizionale.
La serie è apparsa in 9 delle 28 liste dei "migliori show" elaborate da Metacritic nel 2010, e in 22 delle 39 liste del 2011, tra cui tre liste in cui è posizionata al primo posto.
La seconda stagione ha ottenuto una media del 90/100 su Metacritic, sulla base di sette recensioni. La terza stagione, al suo debutto, ha ricevuto recensioni estremamente positive, con un punteggio di 94/100 su Metacritic in base a 16 recensioni.

### Premi
Nel 2011 ha valso a Louis C.K. due candidature agli Emmy Award, come miglior attore in una serie TV commedia e per la miglior sceneggiatura di una serie TV commedia (per l'episodio Poker/Divorce).
Nel 2012 ha ottenuto altre tre candidature agli Emmy, sempre per l'interpretazione di C.K. e la sceneggiatura (dell'episodio Pregnant), oltre a quella per la migliore regia di una serie TV commedia (per l'episodio Duckling). Di queste tre, C.K. è uscito vincitore da quella per la miglior sceneggiatura.
Nel 2013 ha ottenuto la prima candidatura ai Golden Globe nella categoria "miglior attore in una serie commedia o musicale", e cinque candidature agli Emmy, per l'interpretazione di C.K. come miglior attore protagonista, per la miglior serie TV commedia, per la sceneggiatura dell'episodio Daddy's Girlfriend (Part 1), per la regia dell'episodio New Year's Eve, per il montaggio di Daddy's Girlfriend: Part 2, mentre Melissa Leo ha vinto il premio per la miglior attrice guest star in una serie TV commedia.
Nel 2014 Louis C.K. ha vinto l'Emmy per la sceneggiatura dell'episodio So Did the Fat Lady, e la serie ha ottenuto altre quattro candidature: nella categoria miglior attore e miglior casting di una serie TV commedia, per la regia dell'episodio Elevator, Part 6 e per la miglior serie TV commedia.
Nel 2015 Louis C.K. ha avuto una seconda candidatura come migliore attore ai Golden Globe e la serie ha avuto sei candidature agli Emmy nelle categorie miglior serie TV commedia, miglior attore protagonista, miglior regia per l'episodio Sleepover, miglior sceneggiatura per l'episodio Bobby's House, miglior casting e miglior attrice guest star in una serie TV commedia per Pamela Adlon.